# .gov
.gov er et generisk topdomæne, der er reserveret til den amerikanske regering.
Topdomænet blev oprettet i 1985.
| Generiske topdomæner | Spire Denne artikel om generiske topdomæner er en spire som bør udbygges. Du er velkommen til at hjælpe Wikipedia ved at udvide den. |